# Litwa na Letnich Igrzyskach Olimpijskich 2008
Litwę na Letnich Igrzyskach Olimpijskich 2008 reprezentowało 74 sportowców w 14 dyscyplinach.
Był to 7. start Litwy na letnich igrzyskach olimpijskich.

## Zdobyte medale
| Medal  | Zawodnik               | Dyscyplina sportowa  | Konkurencja              |
| ------ | ---------------------- | -------------------- | ------------------------ |
| Srebro | Gintarė Volungevičiūtė | żeglarstwo           | Laser Radial             |
| Srebro | Edvinas Krungolcas     | pięciobój nowoczesny | indywidualnie            |
| Brąz   | Mindaugas Mizgaitis    | zapasy               | styl klasyczny do 120 kg |
| Brąz   | Virgilijus Alekna      | lekkoatletyka        | rzut dyskiem             |
| Brąz   | Andrejus Zadneprovskis | pięciobój nowoczesny | indywidualnie            |

| Medale według dni | Medale według dni | Medale według dni | Medale według dni | Medale według dni | Medale według dni | Medale według dni |
| ----------------- | ----------------- | ----------------- | ----------------- | ----------------- | ----------------- | ----------------- |
| Dzień             | Data              |                   |                   |                   | Razem             |                   |
| Dzień 0           | 8                 | –                 | –                 | –                 | –                 |                   |
| Dzień 1           | 9                 | 0                 | 0                 | 0                 | 0                 |                   |
| Dzień 2           | 10                | 0                 | 0                 | 0                 | 0                 |                   |
| Dzień 3           | 11                | 0                 | 0                 | 0                 | 0                 |                   |
| Dzień 4           | 12                | 0                 | 0                 | 0                 | 0                 |                   |
| Dzień 5           | 13                | 0                 | 0                 | 0                 | 0                 |                   |
| Dzień 6           | 14                | 0                 | 0                 | 1                 | 1                 |                   |
| Dzień 7           | 15                | 0                 | 0                 | 0                 | 1                 |                   |
| Dzień 8           | 16                | 0                 | 0                 | 0                 | 1                 |                   |
| Dzień 9           | 17                | 0                 | 0                 | 0                 | 1                 |                   |
| Dzień 10          | 18                | 0                 | 0                 | 0                 | 1                 |                   |
| Dzień 11          | 19                | 0                 | 1                 | 1                 | 3                 |                   |
| Dzień 12          | 20                | 0                 | 0                 | 0                 | 3                 |                   |
| Dzień 13          | 21                | 0                 | 0                 | 0                 | 3                 |                   |
| Dzień 14          | 22                | 0                 | 1                 | 1                 | 5                 |                   |
| Dzień 15          | 23                | 0                 | 0                 | 0                 | 5                 |                   |
| Dzień 16          | 24                | 0                 | 0                 | 0                 | 5                 |                   |

## Reprezentanci

### Badminton
Kobieta
- Akvilė Stapušaitytė – gra pojedyncza, odpadła w 1/16 finału

Mężczyzna
- Kęstutis Navickas – gra pojedyncza, odpadł w 1/8 finału

### Boks
Mężczyźni
- Egidijus Kavaliauskas – kategoria lekkopółśrednia (do 64 kg), odpadł w 1/16 finału
- Daugirdas Semiotas – kategoria lekkopółśrednia (do 64 kg), odpadł w 1/16 finału
- Jaroslavas Jakšto – kategoria superciężka (powyżej 91 kg), odpadł w ćwierćfinale (5. miejsce)

### Gimnastyka

#### Gimnastyka artystyczna
Kobieta
- Jelena Zanevskaja – wielobój indywidualnie, zajęła 54. miejsce

### Judo
Mężczyzna
- Albert Techov – kategoria do 60 kg, odpadł w 1/16 finału

### Kajakarstwo

#### Kajakarstwo klasyczne
Mężczyźni
- Tomas Gadeikis, Raimundas Labuckas – C-2 500 m, odpadli w półfinale (10. miejsce)
- Egidijus Balčiūnas, Alvydas Duonėla – K-2 500 m, odpadli w półfinale (12. miejsce)

### Kolarstwo

#### Kolarstwo szosowe
Kobiety
- Edita Pučinskaitė – wyścig ze startu wspólnego, zajęła 9. miejsce; jazda indywidualna na czas, zajęła 23. miejsce
- Jolanta Polikevičiūtė – wyścig ze startu wspólnego, zajęła 12. miejsce
- Modesta Vžesniauskaitė – wyścig ze startu wspólnego, zajęła 27. miejsce

Mężczyźni
- Dainius Kairelis – wyścig ze startu wspólnego, zajął 74. miejsce
- Ignatas Konovalovas – wyścig ze startu wspólnego, zajął 29. miejsce

#### Kolarstwo torowe
Kobiety
- Simona Krupeckaitė – sprint, odpadła w ćwierćfinale (8. miejsce)
- Svetlana Pauliukaitė – wyścig na dochodzenie, odpadła w rundzie kwalifikacyjnej (12. miejsce); wyścig punktowy, zajęła 12. miejsce
- Vilija Sereikaitė – wyścig na dochodzenie, odpadła w pierwszej rundzie (6. miejsce)

### Koszykówka
Mężczyźni – 4. miejsce
- Simas Jasaitis
- Šarūnas Jasikevičius
- Robertas Javtokas
- Rimantas Kaukėnas
- Linas Kleiza
- Darjuš Lavrinovič
- Kšyštof Lavrinovič
- Mindaugas Lukauskis
- Jonas Mačiulis
- Marijonas Petravičius
- Marius Prekevičius
- Ramūnas Šiškauskas

### Lekkoatletyka
Kobiety
- Eglė Balčiūnaitė – bieg na 800 m, odpadła w drugiej rundzie (22. miejsce)
- Živilė Balčiūnaitė – maraton, zajął 12. miejsce
- Audra Dagelytė – bieg na 100 m, nie wystartowała
- Rasa Drazdauskaitė – maraton, zajął 37. miejsce
- Lina Grinčikaitė – bieg na 100 m, odpadła w półfinale (14. miejsce)
- Witalij Kozłow – bieg na 800 m, odpadła w pierwszej rundzie (46. miejsce)
- Sonata Milušauskaitė – chód na 20 km, zajęła 16. miejsce
- Kristina Saltanovič – chód na 20 km, zajęła 19. miejsce
- Zinaida Sendriūtė – rzut dyskiem, odpadła w rundzie kwalifikacyjnej (33. miejsce)
- Austra Skujytė – siedmiobój lekkoatletyczny, nie ukończyła konkurencji
- Inga Stasiulionytė – rzut oszczepem, odpadła w rundzie kwalifikacyjnej (32. miejsce)
- Rasa Troup – bieg na 3000 m z przeszkodami, odpadła w pierwszej rundzie (19. miejsce)
- Karina Vnukova – skok wzwyż, odpadła w rundzie kwalifikacyjnej (23. miejsce)
- Viktorija Žemaitytė – siedmiobój lekkoatletyczny, nie ukończyła konkurencji

Mężczyźni
- Virgilijus Alekna – rzut dyskiem,  brązowy medal
- Darius Škarnulis – chód na 50 km, nie ukończył konkurencji
- Donatas Škarnulis – chód na 50 km, nie ukończył konkurencji
- Tadas Šuškevičius – chód na 50 km, zajął 32. miejsce
- Marius Žiūkas – chód na 20 km, zajął 35. miejsce

### Pięciobój nowoczesny
Kobiety
- Laura Asadauskaitė – zajęła 13. miejsce
- Donata Rimšaitė – zajęła 15. miejsce

Mężczyźni
- Edvinas Krungolcas,  srebrny medal
- Andrejus Zadneprovskis,  brązowy medal

### Pływanie
Kobiety
- Raminta Dvariškytė – 200 m stylem klasycznym, odpadł w rundzie kwalifikacyjnej (35. miejsce)
- Rugilė Mileišytė – 50 m stylem dowolnym, odpadł w rundzie kwalifikacyjnej (39. miejsce)

Mężczyźni
- Saulius Binevičius – 200 m stylem dowolnym, odpadł w rundzie kwalifikacyjnej (47. miejsce)
- Edvinas Dautartas – 200 m stylem klasycznym, odpadł w rundzie kwalifikacyjnej (31. miejsce)
- Rolandas Gimbutis – 50 m stylem dowolnym, odpadł w rundzie kwalifikacyjnej (58. miejsce)
- Vytautas Janušaitis – 100 m stylem grzbietowym, odpadł w rundzie kwalifikacyjnej (32. miejsce); 200 m stylem zmiennym, odpadł w półfinale (15. miejsce)
- Rimvydas Šalčius – 100 m stylem motylkowym, odpadł w rundzie kwalifikacyjnej (34. miejsce)
- Giedrius Titenis – 100 m stylem klasycznym, odpadł w półfinale (12. miejsce)
- Paulius Viktoravičius – 100 m stylem dowolnym, odpadł w rundzie kwalifikacyjnej (28. miejsce)

### Podnoszenie ciężarów
Mężczyzna
- Ramūnas Vyšniauskas – kategoria do 105 kg, nie zaliczył podrzutu

### Strzelectwo
Kobieta
- Daina Gudzinevičiūtė – trap, zajęła 5. miejsce

### Tenis stołowy
Kobieta
- Rūta Paškauskienė – gra pojedyncza, odpadła w drugiej rundzie

### Wioślarstwo
Mężczyzna
- Mindaugas Griškonis – jedynka (M1x), zajął 7. miejsce

### Zapasy
Mężczyźni
- Mindaugas Ežerskis – kategoria do 96 kg, przegrał mecz w 1/8 finale, a następnie w drugiej rundzie repasaży (7. miejsce)
- Aleksandras Kazakevičius – kategoria do 66 kg, odpadł w rundzie kwalifikacyjnej (15. miejsce)
- Valdemaras Venckaitis – kategoria do 74 kg, odpadł w 1/8 finału (14. miejsce)

- Mindaugas Mizgaitis – kategoria do 120 kg,  brązowy medal

### Żeglarstwo
Kobieta
- Gintarė Volungevičiūtė – Laser Radial,  srebrny medal